# 塔爾塔爾島
塔爾塔爾島（英語：Tartar Island）是南極洲的島嶼，位於南設得蘭群島的喬治王島北岸，處於朗德角西北面0.7公里，長0.6公里，該島嶼被國際鳥盟列為重點鳥區，是約18,000雙南極企鵝的棲息地，現時由南極條約體系管理。
61°56′S 58°29′W / 61.933°S 58.483°W